# Little Lion Man
'Little Lion Man' é single de estreia da banda britânica de folk Mumford & Sons. A canção foi composta por todos membros da banda e produzida por Markus Dravs. Foi lançada no Reino Unido em 11 de agosto de 2009. 